# Local Operator
Local Operator (sen. The Operators) var et irsk/engelsk new wave band bosat i Danmark, der bl.a. spillede til danmarks første større punkkoncert "Concert of the Day" den. 15. september 1978.
Én af bandets tidligst dokumenterede koncerter var den 25. maj 1978 i Saltlageret, bandet debuterede dog på en skole på Vesterbro. Bandet spillede bl.a. til arrangementet "Rock against Racism" i Huset i Magstræde. Local Operator var mest aktive i 1978/79.
Iflg. Iklipsx nr. 2 sept. 1978 var Local Operator's musik melodiøs, hurtig og så god at den "slog bestående new wave bands med mange længder", samt at bandets utraditionelle breaks "til stadighed vakte jubel hos folk".
Local Operator spillede i deres levetid bl.a. sammen med de danske punk-pionerer Sods, Brats, No Knox og Elektrochok.
Bandmedlemmerne var Dermot Casey (vokal), Joe Broadbery (guitar), Jim Hart (guitar, sen. i Radar), Frankie Taylor (bas) og Pat Horan (trommer).
Bandmedlemmet Jim Hart spillede senere i new wave bandet Radar, der også gjorde sig bemærket på den tidlige danske punkscene.